# Piasek (Częstochowa)
Pour les articles homonymes, voir Piasek.
Piasek est une localité polonaise de la gmina de Janów, située dans le powiat de Częstochowa en voïvodie de Silésie.